# Луп'я (муніципальне утворення «Урдомське»)
Луп'я (рос. Лупья) — селище в Ленському районі Архангельської області Російської Федерації.
Населення становить 71 особу. Входить до складу муніципального утворення Урдомське поселення.

## Історія
Від 2004 року входить до складу муніципального утворення Урдомське поселення.

## Населення
| 2002 | 2010 | 2012 |
| ---- | ---- | ---- |
| 253  | ↘153 | ↘71  |